# Fritz Lipmann
Fritz Albert Lipmann, född 
12 juni 1899 i Königsberg (numera Kaliningrad), död 24 juli 1986 i Poughkeepsie i delstaten New York, var en tysk-amerikansk biokemist. Han forskade om metabolismen och upptäckte koenzym A. Han mottog Nobelpriset i fysiologi eller medicin 1953.

## Biografi
Lipmann föddes den 12 juni 1899 i Königsberg i dåvarande Tyskland. Han studerade medicin vid universiteten i Königsberg, Berlin och München, med examen från Berlins universitet 1924. Han fortsatte att studera kemi och sedermera biokemi. Han disputerade 1927 i Berlin. Han gifte sig 1931 med Freda Hall.
Lipmann, som kom från en judisk familj, emigrerade 1939 till USA. Där fortsatte han sin forskning vid Cornell Medical School (1939–1941), Harvard (1941–1949), Massachusetts General Hospital (1949–1957), och Rockefeller Institute for Medical Research (1957–1970).
För sin upptäckt av koenzym A och forskning kring dess roll i metabolismen mottog han Nobelpriset i fysiologi eller medicin 1953, delat med Hans Adolf Krebs som upptäckte citronsyracykeln. Han mottog hedersbetygelsen National Medal of Science 1966.